# Journey (відеогра, 2012)
Journey (укр. Мандрівка) — відеогра, розроблена компанією Thatgamecompany, відомих такими іграми як flOw та Flower. Реліз відбувся 7 березня 2012 року ексклюзивно для PlayStation 3. До повноцінного виходу в мережу PlayStation Network, який відбувся 13 березня, гра була доступна лише користувачам з підпискою PlayStation Plus. В 2018 році гра стала доступною на платформах Windows та iOS. Гравцю, у ролі таємничої пустельної істоти в мантії та шарфі, належить здійснити мандрівку до віддаленої гори. Під час мандрівки він може зустріти і інших гравців, але ніяких засобів спілкування з ними (за винятком коротких звукових сигналів) не передбачено, а дізнатись хто це — можна буде лише по завершенню гри. Journey здобула численні позитивні відгуки від критиків і ігрової аудиторії за хорошу атмосферу і музику.

## Геймплей

Сцена з другого рівня гри

Головний герой у Journey представлений таємничою пустельною істотою у червоній мантії і з довгим шарфом (також на першому рівні можна отримати білу мантію). На одяг та шарф нанесені золотисті символи, унікальні для кожного гравця, які починають сяяти при взаємодії з ігровими об'єктами, а обличчя, за винятком очей — повністю сховане. Гравець може вільно рухатись у всіх чотирьох напрямках і вистрибувати на невеликі підвищення, а от звичний стрибок замінений короткочасним планеруванням в повітрі, що використовує спеціальну енергію, накопичену у шарфі. Отримати її можна через взаємодію з різноманітними об'єктами та істотами пустельного світу, більшість з яких представлено у вигляді клаптиків сяючої тканини. Якщо ж здобути білу накидку — енергія відновлюється автоматично. Окрім цього, можна пересуватись пустелею, серфуючи дюнами, або осідлавши пустельну істоту.
Уся гра розділена на декілька рівнів. На кожному з них є по декілька особливих гліфів, за допомогою яких гравець може подовжити свій шарф і відповідно розширити можливості польоту. Також на кожному рівні можна знайти приховані настінні розписи, які можуть розказати про історію ігрового світу. Умовою проходження кожного рівня є досягнення місця, схожого на святилище. При цьому гравець повинен активувати усі таблички, розкидані там, після чого стати в сяюче коло, утворене ними, для медитації. Під час цього процесу гравець зустрічається зі схожою на себе, але куди більшою за розміром істотою, свого роду вартовим кожного рівня, який розкриває головному герою ігровий сюжет. Після цього вартовий зникає і відкривається шлях до наступного рівня.
Journey дозволяє зустріти під час гри інших випадкових гравців. Спілкування між ними мінімальне й полягає у світлових та звукових сигналах. Але коли двоє персонажів перебувають поряд, їхні шарфи лишаються зарядженими.

## Сюжет
Сюжет гри розкривається через довкілля: пейзажі, фрески, зустрічі з істотами. Безіменний персонаж гравця, одягнений у плащ із капішоном, починає свою подорож серед піщаних дюн у величезній пустелі. В далині височіє гора з розщелиною, куди й вирушає герой. На шляху трапляються покинуті руїни та зграї летючих істот, схожих на шматки тканини. Вони відновлюють шарф персонажа, що дозволяє літати. Персонаж відвідує декілька місцевостей, в кінці кожної стоїть монумент, де герой отримує видіння постаті в білому одязі, що показує частину історії світу. Зображення пояснюють підйом і занепад цивілізації, а також пророкують появу героя. В давнину цивілізація здобула могутність завдяки чарівній тканині, але знищила рослини та почала внутрішню війну з використанням летючих машин, які нагадують летючих китів. Їхні залишки повсюдно зустрічаються впродовж подорожі.
В один момент герой провалюється до підземелля, в якому мусить ховатися від діючих машин, схожих на змії. Якщо вони помітять персонажа, то відривають частину шарфа. Потім герой дістається до вежі, крізь яку піднімається на поверхню. Персонаж отримує наступне видіння про останнє випробування — снігову бурю. Наближаючись до гори, він потрапляє в засніжену місцевість, де втрачає здатність літати через холод і ледве йде вперед через зустрічний вітер, ховаючись за надгробками. Коли він падає біля вершини, перед ним з'являються постаті в білому та наділяють силою, щоб завершити подорож.
Персонаж злітає над хмарами, де ширяють істоти з чарівної тканини, та досягає розщелини в горі. Він іде до світла в її кінці та розчиняється в білому сяйві. Під час титрів демонструються відвідані раніше місця і гра повертається туди, звідки почалася. З розщелини в горі вилітає зоря (подібні зорі видно впродовж усієї гри) та падає в пустелі. До гори наближаються наступні мандрівники. Коли титри закінчуються, гравцеві показуються імена інших гравців, яких він зустрів під час подорожі.

## Інтерпретації сюжету
Common Sense Media пише: «Journey можна справедливо сприймати як алегорію всіх великих подорожей, які ми здійснюємо в нашому житті, будь то фізичні, духовні чи метафоричні». Гра — про інстинктивне бажання повернутися додому після часу, проведеного в далеких місцях. А також про товариськість у компанії незнайомих людей, які мають подібні цілі.
Згідно з сайтом Culture Carve, гру можна трактувати через християнську міфологію. Це метафора падіння людства з-під Божої благодаті та отримання викуплення. Головний персонаж починає гру загубленим, відділеним від чогось, але чітко бачить мету, до якої вирушає. Численні надгробки навколо вказують, що в цій подорожі можна зазнати невдачі і багато хто вже загинули. Примітно, що головний герой гри не може померти, але мусить пройти до кінця тим же шляхом, яким рухалися попередники. Він буквально створений пройти цим шляхом, що дозволяє порівняти героя гри з Ісусом Христом. Шарф героя дозволяє йому літати і тривалість польоту залежить від довжини шарфа. Це метафора зв'язку з Богом. Персонаж зміцнює зв'язок, знаходячи на землі знання — гліфи, більша частина яких міститься на небі й недосяжна. Видіння розкривають міф про Вавилонську вежу, де людство прагне до Бога, проте робить це егоїстично: творіння Бога (рослини) замінюються штучними витворами (будівлями). Потім люди рвуть чарівну тканину, що символізує розбіжність у розумінні того, що хоче Бог. Це переносить гравців у «темну» частину гри, де героя переслідують літаючі змієподібні істоти, які відірвуть частину шарфа, якщо зловлять. Тобто, вони піддають героя спокусам і якщо він піддається, то втрачає зв'язок із Богом. При тому можна зустріти істот із тканини, схожих на китів, які поводяться подібно до летючих змій. З чого можна зробити висновок, що змії — це зіпсоване творіння Бога. У останній частині герой протистоїть вітру, але може перебігати між надгробками, коли він не дме. Так невдачі попередників допомагають рухатися вперед і приводять до фіналу — єднання з Богом. Критик разом з тим вказав, що християнська інтерпретація не єдина і не пояснює такі моменти як наявність багатьох героїв і їхніх наставників.

## Розробка
Розробка Journey почалась у 2009 році, одразу після виходу Flower. У команду розробки увійшли в основному творці попередніх ігор Thatgamecompany, у тому числі Дженова Чен (творчий директор) і Остін Вінторі (композитор гри flOw). Цього разу у команді не було Келлі Сантьяго, котрий був продюсером ігор Thatgamecompany. Його місце зайняла американський дизайнер і продюсер відеоігор — Робін Ханіке. Джастін Макгілвері також не був включений у команду розробників. Основна ідея гри, як вона була задумана Дженовою Ченом, полягає у створенні гри, яка б вийшла за рамки типового стилю «Вбий того, принеси це». На початках команда створила прототип цієї гри, де гравці намагаються пройти її, відволікаючи величезне чудовисько один від одного, але у результаті відмовились від цієї ідеї. Гра задумувалась такою, щоб дати гравцю відчути те, що він крихітний, і дати йому відчуття спокою у цьому світі. Кооперативний аспект гри призначений для того, щоб дозволити гравцям відчути зв'язок один з одним без слів.

## Реакція критиків
Journey отримала дуже великий комерційний успіх. Гра стала найбільш швидко продаваною грою з усіх ігор в PlayStation Store, як у Північній Америці, так і Європі. Попередній рекорд належав Infamous : Festival of Blood.
Також гра номінувалась у восьми номінаціях на церемонії Британської академії кіно і телемистецтва, серед яких «Найкращий мультиплеєр», «Найкраща історія», «Найкращий ігровий дизайн» і «Найкращий саундтрек».
Гра Journey отримала в середньому 93 з 100 для PlayStation 3 і 92/100 для PlayStation 4 на Metacritic.
Портал IGN поставив оцінку 9.0/10 з висновком: «Journey розповідає особливу історію, і робить це з витонченістю та тонкістю, які рідко використовуються у відеоіграх». Гра отримала схвалення за візуальний дизайн, простий і зрозумілий геймплей, і глибину тем.
Згідно з GameSpot, гра дуже проста і зосереджена на оповіді, а не системі винагород і покарань. Вигляд пустелі чудовий, а проходження пов'язане з постійною таємницею. Все це супроводжується зворушливою, динамічною музикою, яка точно відповідає подіям у грі. У той же час в ній є певний виклик, який полягає в збереженні довжини шарфа. Співучасть з іншими гравцями необов'язкова, проте вітається.